# Gideon Sundback
Gideon Sundback (Otto Fredrik Gideon Sundbäck, 24. dubna 1880 – 21. června 1954) byl švédsko - americký inženýr elektrotechniky. Nejčastěji je spojován se svou prací v rozvoji zdrhovadla (zipu).

## Patent z roku 1917
Sundbackův americký patent # 1 219 881: 

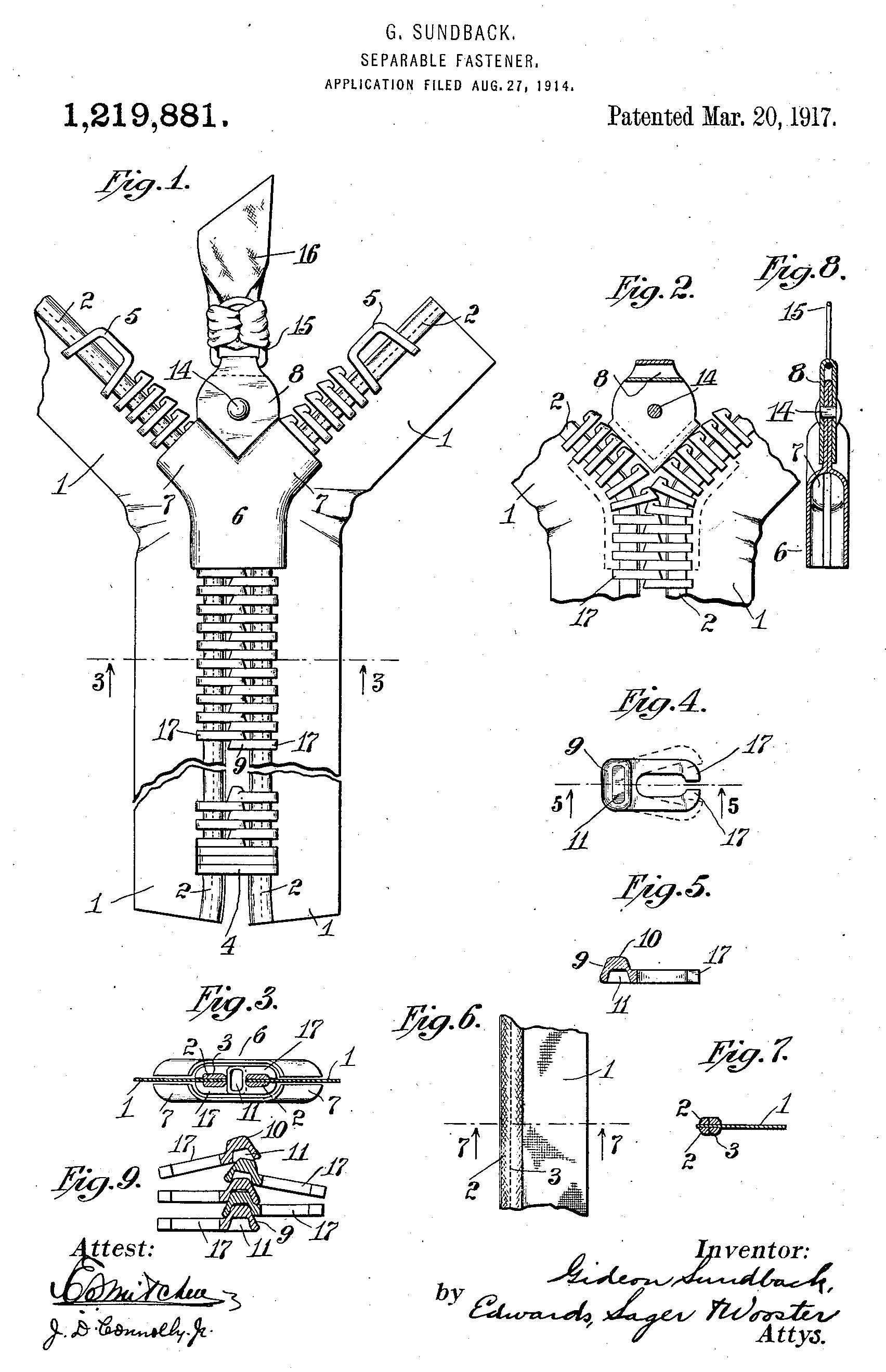
Kresba zdrhovadla, patent z roku 1917
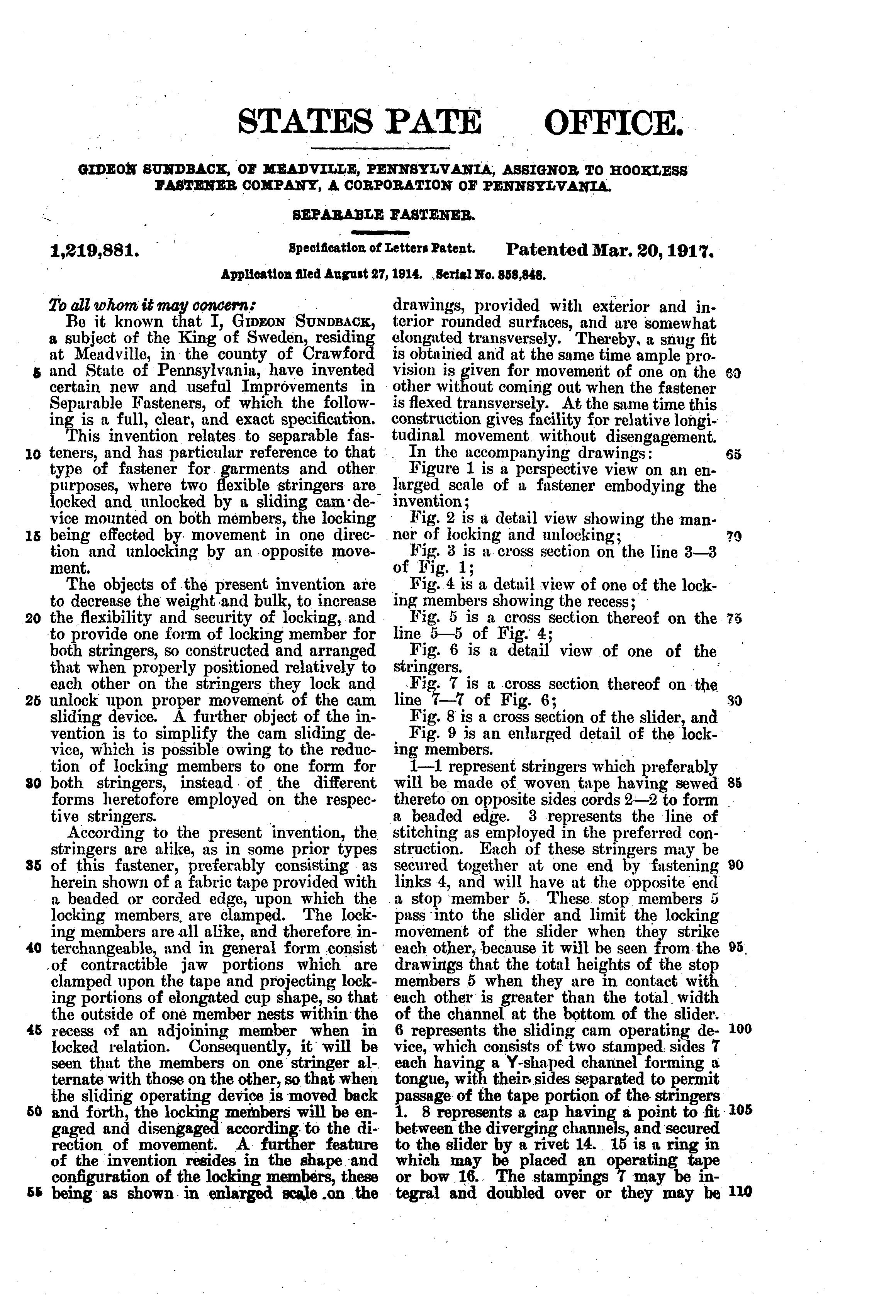
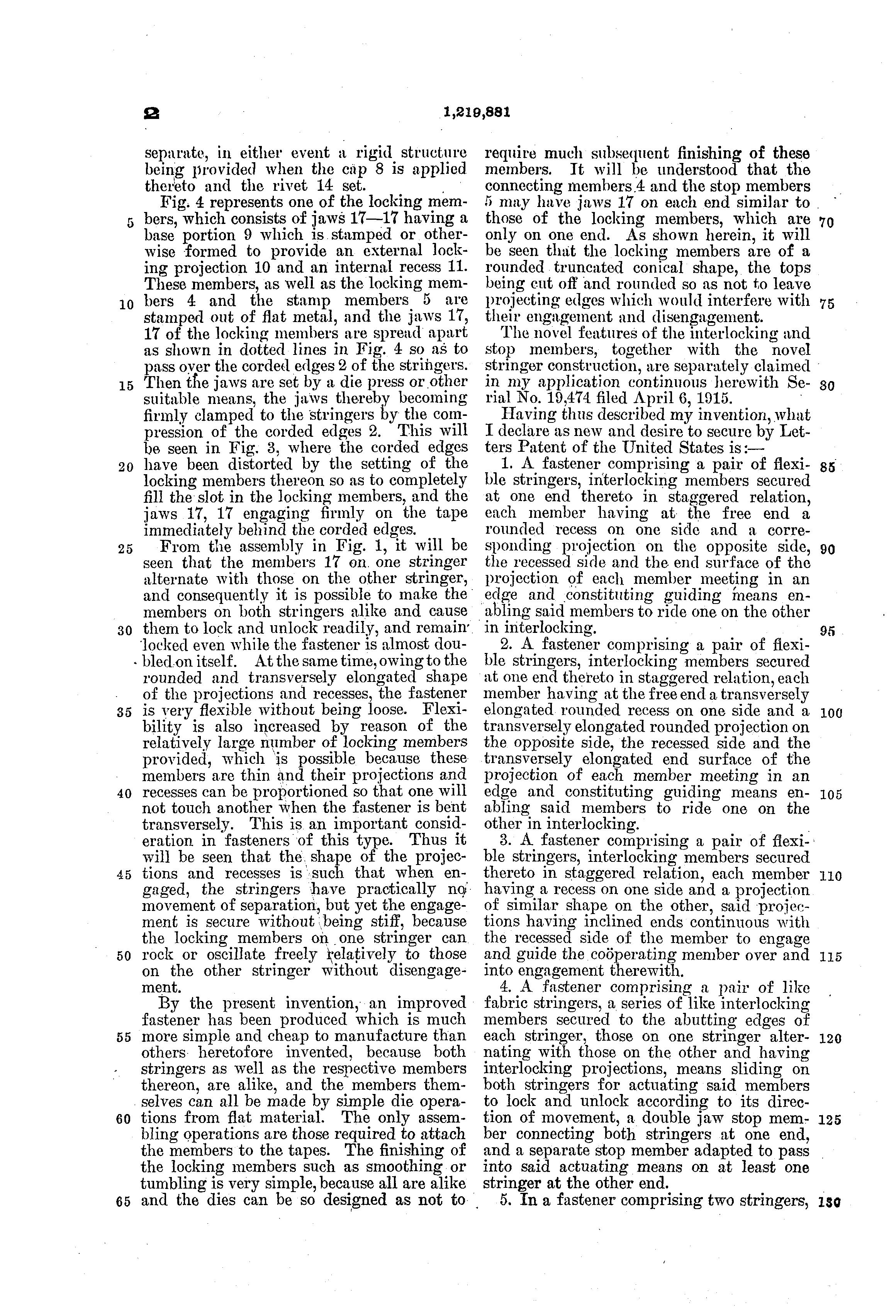
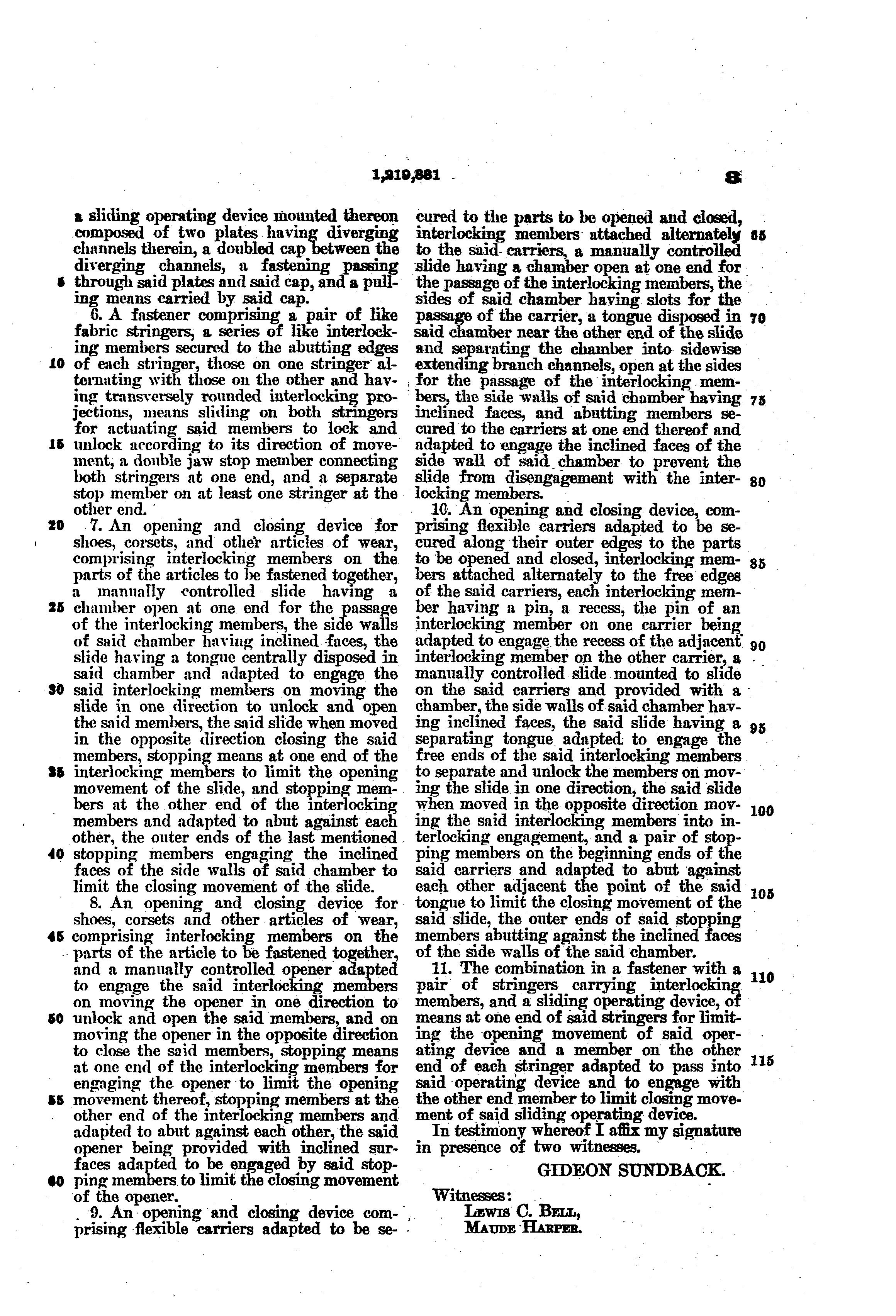
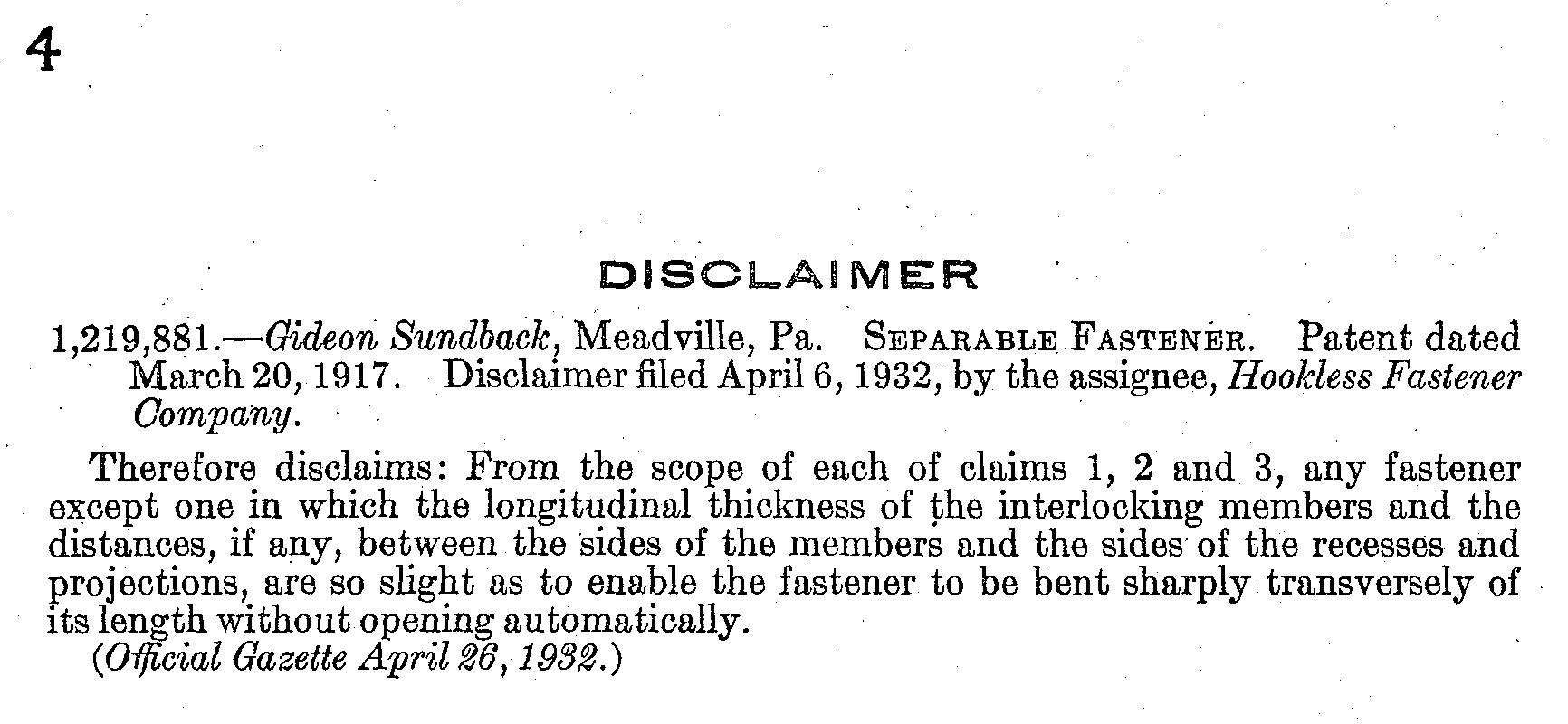